# 黄金出入口
黄金出入口（こがねでいりぐち）は、愛知県名古屋市中川区にある名古屋高速道路5号万場線のインターチェンジである。

## 概要
東行き（都心環状線方面）入口と同方面からの出口のみを持つハーフインターチェンジである。名古屋西JCT経由で東名阪自動車道・名古屋第二環状自動車道（名二環）へ向かう場合は隣りの烏森入口を利用する。

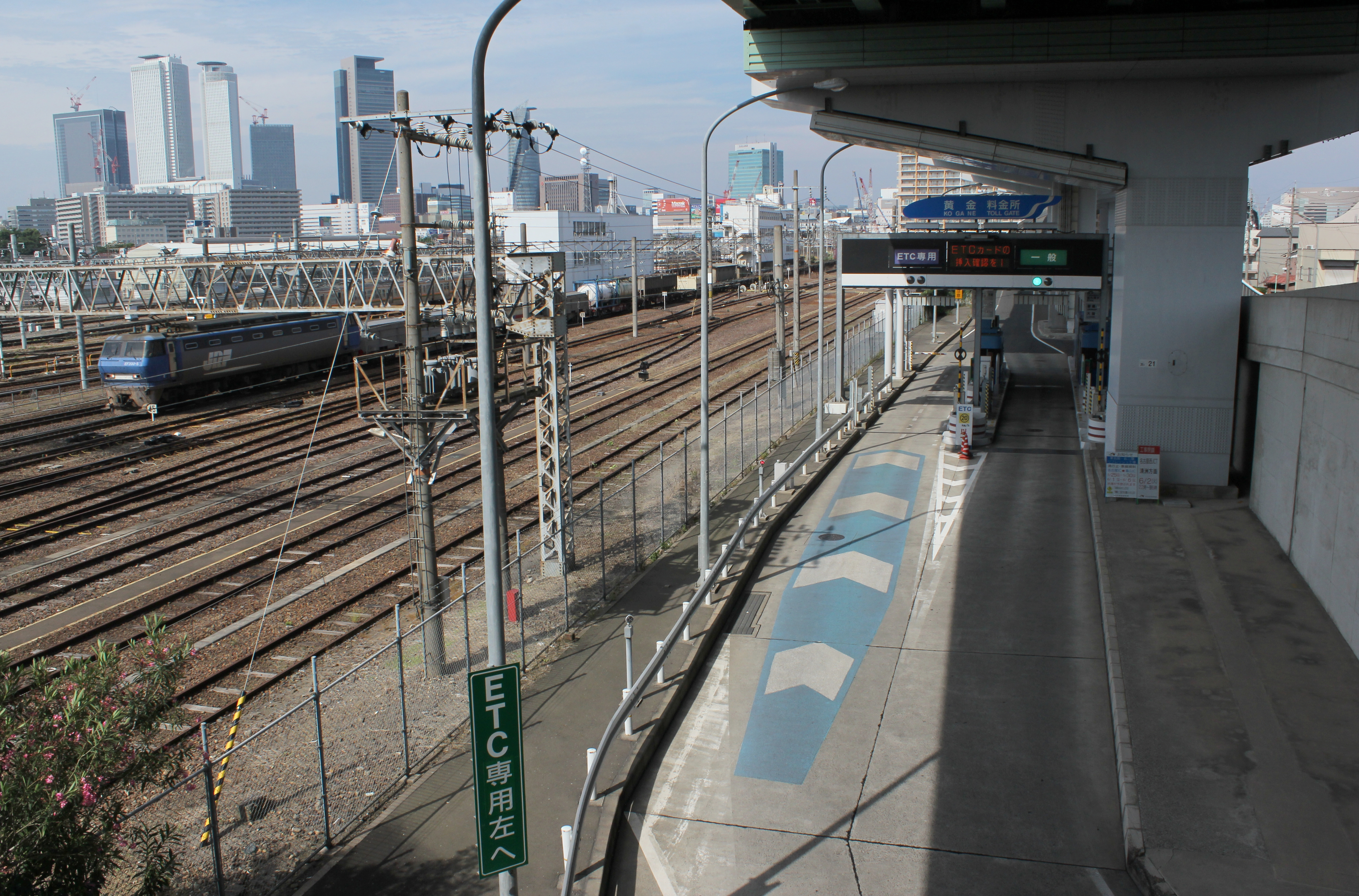
左は東海旅客鉄道（JR東海）名古屋車両区および名古屋臨海高速鉄道あおなみ線

当出入口の事実上のフルICとなる（仮称）新黄金出入口（しんこがねでいりぐち）（ハーフインターチェンジ）の設置が2027年（令和9年）度の完成を目指して事業中である。

## 道路
- 名古屋高速5号万場線

## 接続する道路
- 大須通（名古屋市道愛知名駅南線へ接続）

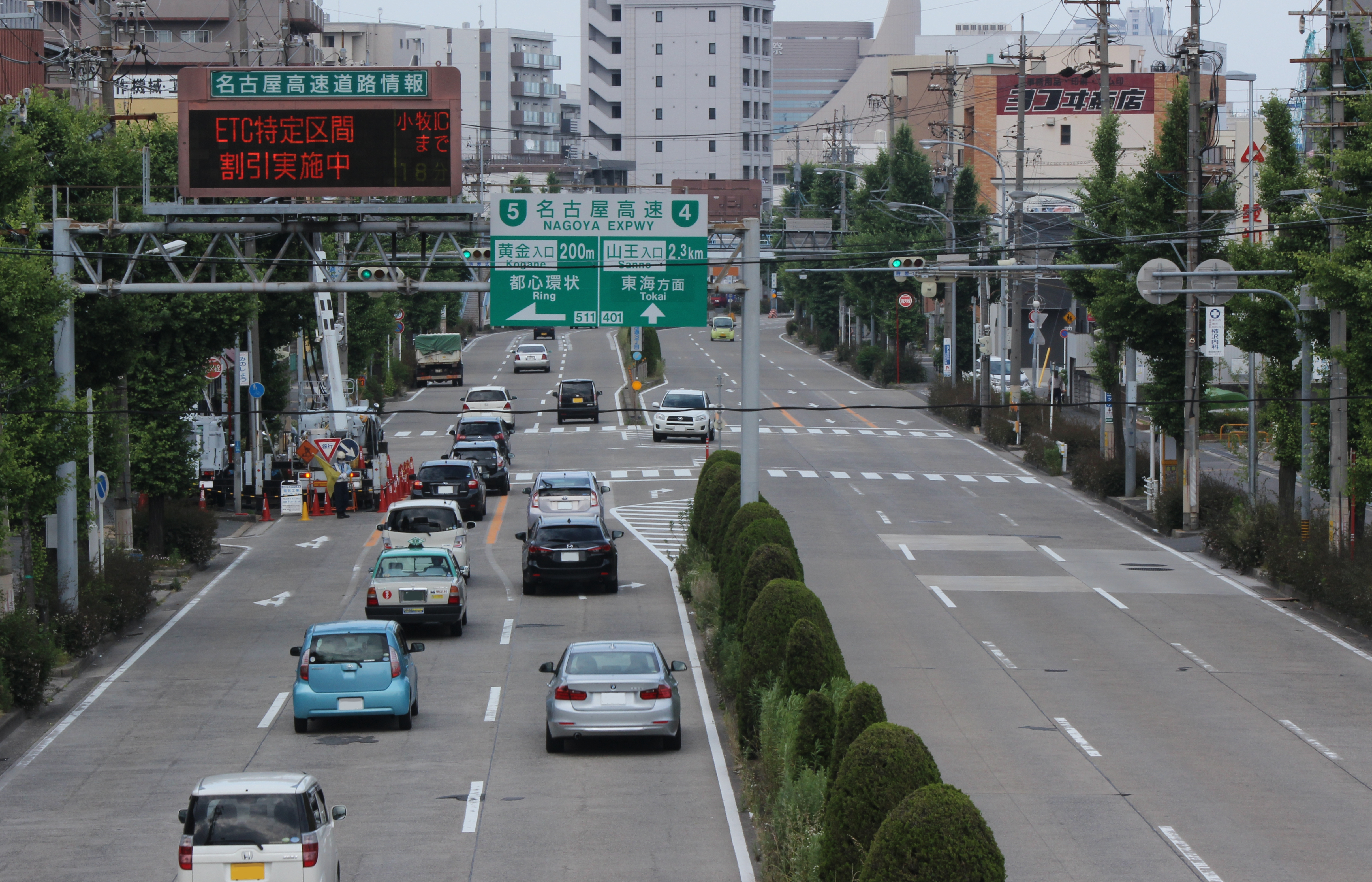
入口へは大須通から入る。突き当りに出入口を配置。黄金入口から4号東海線方面へは大回りになるため、山王入口への案内も併せて行われている。

## 料金所

### 高針・都心環状方面
- レーン数：2
  - ETC専用：1
  - 一般：1

## 周辺
- マーケットスクエアささしま
  - 109シネマズ名古屋
  - セブン-イレブン名古屋ささしまライブ店
- 黄金跨線橋
- 向野橋（現在自動車は通行禁止である）
- 名古屋臨海高速鉄道あおなみ線 ささしまライブ駅

## 利用台数
名古屋市統計年鑑による利用台数の推移
| 1991年（平成3年）度  | 1398930台 |  |
| 1992年（平成4年）度  | 1430149台 |  |
| 1993年（平成5年）度  | 1357103台 |  |
| 1994年（平成6年）度  | 1295088台 |  |
| 1995年（平成7年）度  | 1550576台 |  |
| 1996年（平成8年）度  | 1677275台 |  |
| 1997年（平成9年）度  | 1770666台 |  |
| 1998年（平成10年）度 | 1812889台 |  |
| 1999年（平成11年）度 | 1757039台 |  |
| 2000年（平成12年）度 | 1750368台 |  |
| 2001年（平成13年）度 | 1966800台 |  |
| 2002年（平成14年）度 | 2077906台 |  |
| 2003年（平成15年）度 | 2395979台 |  |
| 2004年（平成16年）度 | 2374308台 |  |
| 2005年（平成17年）度 | 2467909台 |  |
| 2006年（平成18年）度 | 2419564台 |  |
| 2007年（平成19年）度 | 2402230台 |  |
| 2008年（平成20年）度 | 2411586台 |  |
| 2009年（平成21年）度 | 2342377台 |  |
| 2010年（平成22年）度 | 2320018台 |  |
| 2011年（平成23年）度 | 2230454台 |  |
| 2012年（平成24年）度 | 2294935台 |  |
| 2013年（平成25年）度 | 2326279台 |  |

## 隣
名古屋高速5号万場線
新洲崎JCT - (501,511)黄金出入口 - (502,512)烏森出入口 - 千音寺TB - (503,513)千音寺出入口 - 名古屋西JCT